# Feng Yuxiang
Feng Yuxiang o Feng Yü-hsiang (Baoding, 6 novembre 1882 – Mar Nero, 1º settembre 1948) è stato un generale, politico e signore della guerra cinese, figura importante della storia politica e militare cinese della prima metà del XX secolo.

## Biografia
Feng nacque nello Hebei, figlio di un ufficiale dell'esercito imperiale della dinastia Qing. Si arruolò nell'Esercito Huai all'età di 11 anni e guadagnò col tempo una certa notorietà tra gli altri commilitoni. Nel 1902 fu assegnato al Corpo d'armata del Pei-yang guidato dal potente generale Yuan Shikai.
Durante la Rivoluzione Xinhai del 1911, Feng si unì alla Rivolta di Luanzhou contro i Qing e sostenne i rivoluzionari del sud. La rivolta fu soppressa dall'Esercito Beiyang e Feng fu imprigionato da Yuan. Nel 1914 riacquistò il grado militare e passò i successivi due anni a difendere il regime di Yuan. Nel luglio del '14 come comandante di brigata, partecipò alla soppressione dell'insurrezione dei contadini di Bailang nello Henan e nello Shaanxi. Durante la guerra di protezione nazionale del 1915-1916 fu inviato nel Sichuan per combattere contro l'esercito di protezione nazionale anti-Yuan, ma segretamente entrò in contatto con il capo rivoluzionario Cai E. Nell'aprile 1917 fu spogliato del suo grado militare, ma continuò a guidare le sue truppe contro la Restaurazione Manciù del generale Zhang Xun e per questo fu reintegrato. Nel febbraio 1918 gli fu ordinato di sopprimere il Movimento di protezione della costituzione, ma proclamò il suo sostegno al movimento ai colloqui di pace in Hubei e per questo fu spogliato nuovamente dei titoli ma gli fu permesso comunque di rimanere al comando delle sue forze. Tuttavia la cattura di Changde in giugno gli valse la riconferma delle cariche. Nell'agosto 1921 fu promosso al comando di una divisione che aveva sede nello Shaanxi.
All'inizio degli anni '20, Feng divenne un membro di spicco della Cricca di Zhili dei signori della guerra, così chiamati perché la loro base era centrata nella provincia di Zhili. Questa cricca sconfisse quella del Fengtian, guidata da Zhang Zuolin, padre di Zhang Xueliang, nella prima guerra Zhili-Fengtian nel 1922. Fu in quel momento che Feng iniziò ad avvicinarsi all'Unione Sovietica.

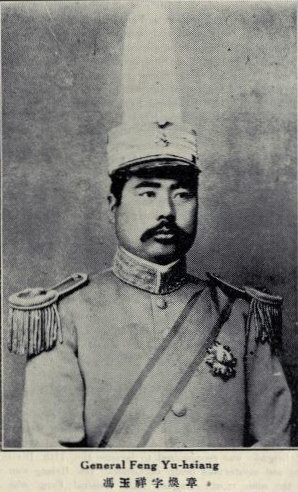
Feng Yuxiang come signore della guerra

All'interno della cricca di Zhili Feng fu retrocesso da Wu Peifu e inviato a guardia della periferia meridionale di Pechino. Nel 1923 però, ispirato da Sun Yat-sen, complottò segretamente con Hu Jingyi e Xue Yue per rovesciare Wu Peifu e Cao Kun, che controllavano il Governo Beiyang. Quando la seconda guerra Zhili-Fengtian iniziò nel 1924, Feng fu incaricato di difendere Rehe contro la cricca del Fengtian. Tuttavia cambiò schieramento e occupò la capitale il "Colpo di Pechino" il 23 ottobre 1924. Questa svolta spinse il signore della guerra dello Shandong Zhang Zongchang a unirsi alla cricca del Fengtian e portò alla sconfitta decisiva della cricca di Zhili. Quindi, il Colpo di Pechino, portò a cambiamenti politici di ampia portata in Cina. Feng destituì il presidente Cao Kun e installò il più liberale Huang Fu e sfrattò l'ex ultimo imperatore della dinastia Qing, Pu Yi, dalla Città Proibita. Inoltre invitò Sun Yat-sen a Pechino per far risorgere il governo repubblicano e riunificare il Paese. Nonostante fosse già gravemente malato, Sun andò a Pechino e vi morì nel 1925.
Per il suo cambio di schieramento durante la seconda guerra Zhili-Fengtian, Feng divenne noto come il "generale traditore".
Feng ribattezzò il suo esercito il "Guominjun" o Esercito Popolare Nazionale. Per contrastare le pressioni delle cricche di Zhili e del Fengtian, invitò Duan Qirui ad assumere la presidenza. Nondimeno, Feng fu sconfitto da un'alleanza tra le due cricche nella guerra anti-Fengtian nel gennaio 1926. Perse il controllo su Pechino e si ritirò a Zhangjiakou, dove il suo esercito divenne noto come l'Esercito del Nord-ovest.
Nell'aprile 1926, il successore di Sun Yat-sen, Chiang Kai-shek, lanciò la Spedizione del Nord da Canton contro i signori della guerra del nord. Feng dimostrò il suo sostegno ai nazionalisti del Kuomintang e unì il suo Guominjun all'Esercito Rivoluzionario Nazionale. I nazionalisti sconfissero la cricca di Zhili nel sud e Feng asserì il controllo su gran parte della Cina centro-settentrionale. Zhang Zuolin fu costretto a ritirare le forze del Fengtian in Manciuria. In agosto, Feng andò in Unione Sovietica e tornò a settembre.
Nell'ottobre del 1928 Feng fu nominato Vicepresidente dello Yuan Esecutivo e Ministro della Guerra della Repubblica di Cina nazionalista dal presidente Chiang. In questo periodo Feng divenne noto per essere un grande patriota e ardentemente anti-giapponese.
All'inizio del 1929 Feng era insoddisfatto dal governo autoritario di Chiang a Nanchino. Si unì per questo a Yan Xishan e Li Zongren contro di lui, ma fu sconfitto dal Generalissimo nella Guerra delle Pianure centrali. Chiang per questo tradimento incitò i movimenti anti-Yan e anti-Feng tra i musulmani cinesi e i mongoli, incoraggiandoli a rovesciare i loro governi.
Spogliato del suo potere militare, Feng trascorse i primi anni '30 criticando la sua inattività forzata contro l'espansionismo giapponese. Tuttavia fu reintegrato nell'esercito e tra il 1935 e il 1945 sostenne il Kuomintang e ricoprì varie posizioni nell'esercito e nel governo. Nel 1936 fu eletto vicepresidente del Consiglio militare nazionale di Nanchino e durante la seconda guerra sino-giapponese fu a capo della 3ª area di guerra.
Dopo la fine della seconda guerra mondiale viaggiò negli Stati Uniti d'America, dove fu un esplicito critico del regime di Chiang e dell'aiuto dell'amministrazione Truman a questo. Mentre era negli Stati Uniti, fece visita al generale Joseph Stilwell, in California.
Negli ultimi anni si avvicinò al Partito Comunista Cinese, sebbene non entrò mai a farne parte.
Si imbarcò per Odessa nel luglio del 1948 per raggiungere l'Unione Sovietica ma morì in un incendio scoppiato sulla nave il 1º settembre. Secondo alcuni, tra cui i parenti, fu assassinato dai suoi avversari politici, mentre secondo altri fu solo un incidente.
I comunisti cinesi classificarono Feng come un "buon signore della guerra" e per questo nel 1953 le sue spoglie furono sepolte con onore sul Monte Tai, nello Shandong, dove la sua tomba si trova tuttora.
La sua vedova, Li Dequan fu ministra della Sanità della Repubblica Popolare Cinese.